# 誰にだってシンデレラストーリー
「誰にだってシンデレラストーリー」（だれにだってシンデレラストーリー）は、片平里菜の5枚目のシングルである。2015年8月26日にポニーキャニオンから発売された。

## 解説
前作「誰もが/煙たい」から約6ヶ月ぶりのリリースとなるシングル。
表題曲は、TBS系『王様のブランチ』8月・9月度エンディングテーマに採用された。
完全数量限定の初回限定盤のDVDには、ライヴ映像&ライブドキュメンタリー「片平里菜 弾き語りワンマンツアー2015〝最高の仕打ち〟@TSUTAYA O-EAST」から、「誰もが」「煙たい」「Oh JANE」という自身の代表曲3曲の他、会場入りから密着したドキュメント映像も含めた計30分以上の映像が収録されている。
ミュージック・ビデオには五島夕夏と成田凌が出演、監督は直。

## 収録曲
1. 誰にだってシンデレラストーリー （4:12）
  - 作詞・作曲：片平里菜 / 編曲：WABISABI

TBS系『王様のブランチ』 2015年8月・9月度エンディングテーマ[1]
2. スターター （3:58）
  - 作詞・作曲：片平里菜 / 編曲：石崎光
3. サマーキャンプ （7:39）
  - 作詞・作曲：片平里菜

### 初回限定盤DVD
ライブ映像&ライブドキュメンタリー（片平里菜 弾き語りワンマンツアー2015〝最高の仕打ち〟@TSUTAYA O-EAST）